# Contagious Diseases Acts
Die Contagious Diseases Acts (Gesetze über ansteckende Krankheiten) sind britische Parlamentserlasse des 19. Jahrhunderts zur Bekämpfung von Geschlechtskrankheiten. Anlass für die Verabschiedung dieser Erlasse war die hohe Anzahl von Geschlechtskrankheiten unter Angehörigen des britischen Militärs.
Die Erlasse räumten Polizeibeamten weitgehende Rechte ein, Frauen und Mädchen, die scheinbar oder tatsächlich der Prostitution nachgingen, aufzugreifen, sie zu internieren und anzuordnen, dass sie sich einer gynäkologischen Untersuchung zu unterziehen haben. Der erste Contagious Diseases Act wurde 1864 verabschiedet, in den Jahren 1866 und 1869 jeweils ausgeweitet und verschärft. Die Erlasse wurden 1883 außer Kraft gesetzt und 1886 vollständig aufgehoben.
Britische Frauen aller Schichten wehrten sich ab 1869 in einer Kampagne gegen diese Erlasse, die Prostituierte kriminalisierten, ihre Kunden aber unbehelligt ließen. Die von 140 Frauen unterzeichnete Petition zur Abschaffung der Contagious Diseases Acts zählt zu den Gründungsdokumenten des modernen Feminismus. Leitfigur der Kampagne war Josephine Butler. Der Kampf gegen die Contagious Diseases Acts trug wesentlich dazu bei, die britischen Frauen zu politisieren, und prägte die britische Frauenwahlrechtsbewegung des 19. Jahrhunderts. Der Protest in Großbritannien übertrug sich auf andere Länder, in denen sich in ähnlicher Weise Protestgruppen formten.
Der Protest gegen die Erlasse führte in Großbritannien zu einer breiten öffentlichen Auseinandersetzung über die Ursachen der Prostitution, die Lebensbedingungen von Prostituierten sowie die vorherrschende sexuelle Doppelmoral. Nach vorherrschender Auffassung war Prostitution ein für Männer notwendiges und daher zu tolerierendes gesellschaftliches Übel, während die Frauen, die der Prostitution nachgingen, gesellschaftlich streng geächtet wurden.

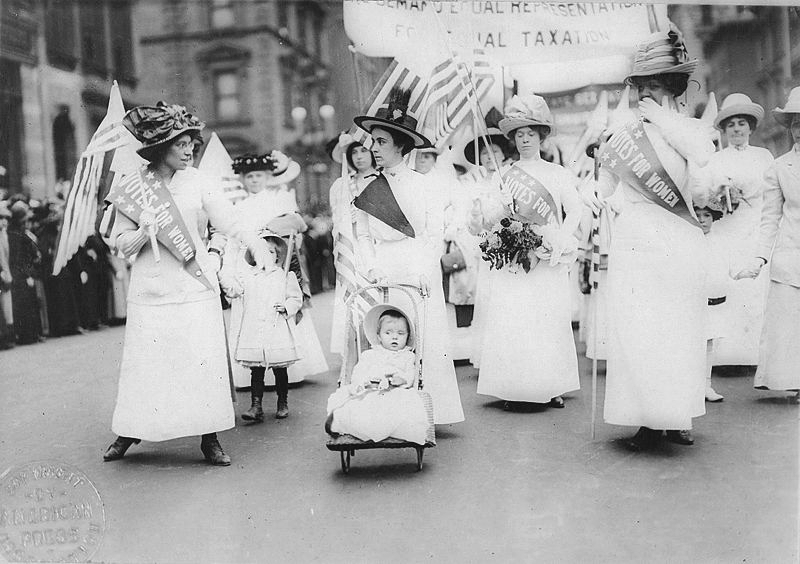
Die späteren Suffragetten griffen viele der Taktiken auf, die bereits im Kampf gegen die Contagious Diseases Acts Anwendung gefunden hatten.

## Prostitution, Geschlechterrollenverständnis und Sexualmoral in Großbritannien
Die Ursachen, die die Verabschiedung des Contagious Diseases Acts herbeiführten, und die Gründe, warum sich insbesondere eine hohe Anzahl von Frauen gegen diesen Erlass stellte, liegen im damaligen Umgang mit der Prostitution, im Verständnis der weiblichen und männlichen Sexualität und der Auffassung über die jeweilige Geschlechterrolle.

### Prostitution in Großbritannien in der ersten Hälfte des 19. Jahrhunderts
Entsprechend den gesellschaftlichen Konventionen waren Prostitution und die durch sie übertragenen Geschlechtskrankheiten bis 1857 kein Thema, das in Großbritannien außerhalb medizinischer Magazine in größerer Breite diskutiert wurde. Gesellschaftlich wurde dieses Thema weitgehend ignoriert.
Prostitution war jedoch weit verbreitet. Der Londoner Chief Commissioner of Police schätzte 1841, dass es allein im innerstädtischen Bereich Londons 3325 Bordelle gebe. In einigen Stadtteilen galt jedes zweite Haus als „Haus von zweifelhaftem Ruf“, wie man Bordelle und Stundenhotels umschrieb. Manche Straßenzüge galten für eine „anständige“ Frau ab den frühen Nachmittagsstunden als nicht mehr passierbar, da dort Prostituierte offen und aggressiv um Kunden warben. Das Leben der Prostituierten war wenig glamourös – nur wenige führten ein Leben, das dem der Violetta in Verdis La traviata glich. In der Nähe der Garnison Aldershot beispielsweise lebten Prostituierte halbnackt und verdreckt in Erdlöchern, die sie selbst in die Dünen gegraben hatten. Viele litten nicht nur an Geschlechtskrankheiten wie Syphilis, sondern auch an Tuberkulose.
Aufgrund vielfältiger Ursachen war die Anzahl der Prostituierten im 19. Jahrhundert stark angestiegen. Vor dem Hintergrund der Industriellen Revolution hatte eine Landflucht eingesetzt, die die Anzahl der Stadtbevölkerung hochtrieb. Damit war auch der Anteil der Stadtbevölkerung angestiegen, der nicht ausreichend bezahlte Arbeit fand, um damit den Lebensunterhalt finanzieren zu können. Besonders hart betroffen davon waren Frauen, denen nur sehr wenige und dann überwiegend schlecht bezahlte Verdienstmöglichkeiten offen standen. Zur Gruppe der Gelegenheitsprostituierten zählten beispielsweise Dienstmädchen, Modistinnen, Blumenfrauen und Wäscherinnen, die sich damit ihre mageren Gehälter aufbesserten. Für viele Frauen stellte Prostitution die einzige Möglichkeit dar, ihren Lebensunterhalt zu verdienen.
Zu den wenigen gesellschaftlichen Kreisen, die in der ersten Hälfte des 19. Jahrhunderts die Prostitution nicht ignorierten und sich vor allem der „Rettung der Prostituierten“ verschrieben, zählten verschiedene religiöse Gruppen wie beispielsweise jüdische Organisationen, die Heilsarmee, Bibelkreise und katholische Ordensleute. Auch wenn ihre religiösen Ausrichtungen unterschiedlich waren, waren sie sich alle gleichermaßen der bestehenden Doppelmoral bewusst. Im Zentrum ihrer Arbeit stand daher in der Regel nicht die „Bestrafung“ von Prostituierten, sondern ihre „Reformierung“ oder Bekehrung zu einem besseren Leben. Das Ziel dieser religiösen Gruppen war letztlich die Durchsetzung eines für Männer und Frauen gleichermaßen geltenden Moralkodex, dessen Kern eheliche Liebe und Treue war.
Während es für eine Angehörige der britischen Mittel- oder Oberschicht legitim war, sich auf dem Gebiet der sozialen Wohlfahrt zu engagieren, besaßen nach dem vorherrschenden Rollenverständnis „anständige“ Frauen keine Kenntnis solcher „schmutziger“ und „unziemlicher“ Vorkommnisse. Die Frauen, die sich um Prostituierte kümmerten, setzten sich daher bereits über gesellschaftliche Konventionen hinweg. Aus dem Kreis dieser Frauen formierten sich 1869 die ersten Gruppen, die gegen die Erlasse protestierten.

### William Acton und sein Buch über die Prostitution
Zu einer breiteren öffentlichen Diskussion über die Prostitution kam es, nachdem 1857 William Acton – einer der führenden Mediziner seiner Zeit – ein Buch über Prostitution veröffentlicht hatte. Auch William Actons Buch zeugt von der vorherrschenden Doppelmoral seiner Zeit:

„Die Sünde versteckt sich nicht – sie säumt unsere Straßen, bricht in unsere Parks und Theater […] ein, bringt den Leichtsinnigen in Versuchung und verführt den Unschuldigen. Sie dringt ein in unsere Heime, zerstört eheliches Glück und elterliche Hoffnungen. Unsere Gesellschaft ist von ihr nicht nur indirekt bedroht. Wir wissen längst, dass Prostituierte […] trotz ihrer befleckten Körper und ihres verdorbenen Gewissens irgendwann zu Ehefrauen und Müttern werden. Manche unserer gesellschaftlichen Schichten sind jeglicher Moral bereits so beraubt, dass sie auf Frauen, die von der Vermietung ihres Körpers leben, nicht herabsehen, sondern sie als nahezu gleichwertig ansehen. Es ist daher offensichtlich, dass selbst wenn wir diese Frauen als Ausgestoßene und Pariahs bezeichnen, sie das Böse in alle Schichten der Gemeinschaft hineintragen. Der moralische Schaden, den sie unserer Gesellschaft zufügen, ist unermesslich. Der physische Schaden, den wir durch sie erleiden, ist fast genauso groß.“

Actons Buch wurde in vielen Kreisen gelesen – bereits 1867 wurde die zehnte Auflage seines Werkes in Druck gegeben. Es wird heute als das ausschlaggebende Werk angesehen, das zum Contagious Diseases Act führte.
Anders als die religiösen Gruppen, die sich bislang dem Thema der Prostitution widmeten, war William Acton fest davon überzeugt, dass Prostitution nicht ausrottbar sei. In seinem Buch und seinen Vorträgen vertrat er jedoch die Ansicht, dass weitreichende Maßnahmen eingeleitet werden sollten, um die „physischen Schäden“ durch Prostitution einzudämmen. Unter physischen Schäden verstand er dabei die Übertragung von Geschlechtskrankheiten. Tatsächlich war die Anzahl der Erkrankungen an Geschlechtskrankheiten im Verlauf des 19. Jahrhunderts stark angestiegen. Besonders stark betroffen davon waren die Angehörigen des Militärs: 1864 war jeder dritte Krankheitsfall innerhalb der britischen Armee auf eine Geschlechtskrankheit zurückzuführen. Trotz dieser hohen Erkrankungsrate an Geschlechtskrankheiten hatte man die Zwangsuntersuchung von Soldaten auf Geschlechtskrankheiten 1859 eingestellt, da die Soldaten sehr ablehnend auf diese intime Untersuchung reagierten. Stattdessen verfolgte man die Idee, Prostituierte zwangsweise auf Geschlechtserkrankungen zu untersuchen.

## Die Verabschiedung des Contagious Diseases Acts

### Der erste Erlass 1864
Actons Eintreten für einen Erlass, der für Prostituierte eine zwangsweise Untersuchung auf Geschlechtskrankheiten vorschrieb, traf auf Zustimmung bei seinen Berufskollegen. Es entsprach dem Zeitgeist des 19. Jahrhunderts, ein bestehendes gesellschaftliches Problem „wissenschaftlich“ lösen zu wollen. Wie Acton in einem Vortrag vor der Royal Medical Society im Jahre 1860 betonte, hatten die Philanthropen und die Kirche bei der Eindämmung der Prostitution versagt. Acton vertrat außerdem die Auffassung, dass mit der Einführung einer Zwangsuntersuchung von Prostituierten auf Geschlechtskrankheiten der Staat keineswegs ein Laster gutheißen oder gar unterstützen würde, sondern letztlich mit einem Anheben der öffentlichen Hygiene auch die nationale Moral anheben werde.
Das britische Parlament setzte eine Kommission ein mit dem Auftrag, Möglichkeiten zur Bekämpfung von Geschlechtskrankheiten auszuarbeiten. Vor dieser Kommission sprach auch Florence Nightingale, die seit ihrem heroischen und wirkungsvollen Einsatz für die Verwundeten des Krimkrieges als erfolgreiche Reformerin des öffentlichen Gesundheitswesens galt. Für ineffektiv und widerwärtig befand sie Zwangsuntersuchungen, wie sie in Frankreich und Belgien bereits durchgeführt wurden. Insbesondere Frankreich war dafür bekannt, dass Prostituierte dort willkürlichen Maßnahmen von polizeilicher, medizinischer oder kirchlicher Seite ausgesetzt waren, ohne dass deren Verursacher Konsequenzen zu fürchten hatten. Nightingale empfahl die Einrichtung geschlossener Krankenstationen, in denen insbesondere hygienische Grundsätze beachtet werden sollten, sowie die Verbesserung der Lebensbedingungen in Militärgarnisonen. Sie forderte außerdem, dass nicht die Ansteckung mit einer Geschlechtskrankheit bestraft werden sollte, sondern die Verheimlichung einer Ansteckung.
Durchsetzen konnte sich William Actons Vorschlag, der es Polizeibeamten erlaubte, Prostituierte zu einer gynäkologischen Untersuchung aufzugreifen. Wer sich dieser Untersuchung verweigerte, konnte in einem Gerichtsverfahren zu Zwangsarbeit verurteilt werden. Wurde dagegen in der Untersuchung eine Geschlechtskrankheit diagnostiziert, so konnte die Prostituierte in einem Arbeitshaus festgesetzt werden, bis man sie für geheilt erklärte. Der Contagious Diseases Act wurde 1864 ohne längere Debatten durch das Parlament verabschiedet. Anwendung fand der Erlass in einigen Hafen- und Garnisonsstädten Großbritanniens und in den britischen Kolonien.

### Die Verschärfungen des Erlasses 1866 und 1869
Der Contagious Diseases Act wurde innerhalb weniger Jahre signifikant erweitert. Die erste Erweiterung von 1866 zwang die Frauen und Mädchen, die aufgrund einer beeideten Aussage eines Polizeibeamten als Prostituierte anzusehen waren, sich dieser gynäkologischen Untersuchung alle drei Monate zu unterziehen. Diese Untersuchungen, die überwiegend mit Hilfe eines Spekulums durchgeführt wurden, fanden keineswegs in der hygienischen Abgeschiedenheit eines Arztzimmers statt. Im Hafen von Davenport konnten die Dockarbeiter durch die Fenster zusehen, wie die Frauen einer hastigen und brutalen Untersuchung ihrer Vagina unterworfen wurden. Nach wie vor fand jedoch der Contagious Diseases Act nur in wenigen Städten Anwendung, allerdings wurde die Anwendung des Erlasses auf eine Zehn-Meilen-Zone rund um diese Städte ausgedehnt. Die Erweiterung von 1869 dehnte die Anwendbarkeit des Erlasses auf alle Garnisonsstädte in britischem Hoheitsgebiet aus und schränkte die Rechte der Frauen und Mädchen dabei erheblich ein. Der Erlass erlaubte es, der Prostitution verdächtige Frauen und Mädchen ohne Haftbefehl oder richterliche Anweisung für fünf Tage zu internieren, bevor sie der gynäkologischen Untersuchung unterzogen wurden. Polizeibeamte in Zivil fahndeten gezielt nach Frauen, die heimlich der Prostitution nachgingen. Wie viele Frauen, die keine Prostituierte waren, sich aufgrund von Verdächtigungen dieser Zwangsuntersuchungen unterziehen mussten, ist nicht bekannt. Überliefert ist jedoch der Fall einer Frau aus dem Jahre 1875, die ihre Anstellung verlor, nachdem sie sich einer solchen Untersuchung hatte unterwerfen müssen, und die sich daraufhin das Leben nahm.

## Die Kampagne gegen den Contagious Diseases Act

### Prostituierte – Opfer oder Täter?
Der erste Erlass aus dem Jahr 1864 und seine Verschärfungen von 1866 und 1869 waren in der Öffentlichkeit kaum wahrgenommen worden. Das änderte sich, als im Herbst 1869 diskutiert wurde, den Contagious Diseases Act in ganz Großbritannien anzuwenden. Man kritisierte die Möglichkeiten, die er der Polizei einräumte, und Hunderttausende unterzeichneten Petitionen, die eine weitere Verschärfung verhinderten.
Die Auseinandersetzung mit dem Erlass machte nun zahlreiche Frauen darauf aufmerksam, dass er sich ausschließlich mit den Prostituierten, nicht aber mit deren Kunden befasste. Viele Frauen, die bereits im Bereich der sozialen Wohlfahrt engagiert waren, leiteten daraus die Notwendigkeit ab, gegen den Erlass anzugehen. Es war jedoch schwer, eine Frau zu finden, die als Sprecherin einer Kampagne auftreten konnte, denn die Beschäftigung mit den Themen Prostitution und Sexualität galt als obszön und unpassend für eine „anständige“ Frau. Die Leiterin einer Kampagne musste über jeglichen moralischen Zweifel erhaben sein. Sie musste außerdem den Mut aufbringen, sich mit diesem unpopulären Thema an eine Öffentlichkeit zu wenden, die auch von persönlichen Angriffen nicht absehen würde. So trafen sich im Oktober 1869 etwa siebzig Frauen in Bristol, um den Widerstand gegen den Contagious Diseases Act zu organisieren, doch keine von ihnen fühlte sich in der Lage, die Kampagne anzuführen. Im Anschluss an das Treffen wandte sich eine der Teilnehmerinnen, die spätere Frauenwahlrechtskämpferin Elizabeth Wolstenholme, per Telegramm an ihre einundvierzigjährige Bekannte Josephine Butler mit der Bitte, diese Aufgabe zu übernehmen.

### Josephine Butler

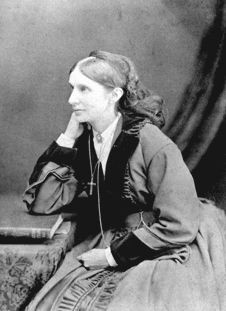
Josephine Butler 1876

Josephine Butler war die Ehefrau des Erziehers und anglikanischen Priesters George Butler sowie Mutter von vier Kindern. Gemeinsam mit ihrem Mann hatte sie sich seit dem Ausbruch des Amerikanischen Bürgerkrieges 1861 auf die Seite der Union gestellt und in Großbritannien sowohl für die Unterstützung dieser Kriegspartei als auch deren geplante Abschaffung der Sklaverei geworben. Sie besaß daher bereits Erfahrung in der Durchführung einer politischen Kampagne. Keinerlei Erfahrung dagegen besaß sie als öffentliche Rednerin.
Mit Prostitution und den Frauen und Mädchen, die ihr nachgingen, war Josephine Butler aufgrund langjähriger ehrenamtlicher Arbeit vertraut. Unter den mittellosen Prostituierten, die im Arbeitshaus einsaßen, sowie denen, die in den Docks auf Kunden warteten, hatte sie für ein religiöseres Leben missioniert. Um über den Unfalltod einer ihrer Töchter hinwegzukommen, gründete sie selbst ein Heim, in dem Prostituierte Aufnahme fanden. Zumindest von zwei an Tuberkulose sterbenden Prostituierten ist bekannt, dass Josephine Butler sie in ihrem eigenen Heim pflegte, bis diese an ihrer Krankheit verstarben. Aus Butlers Sicht waren Prostituierte Opfer ihrer Lebensumstände.
Josephine Butler besaß nicht nur große Vertrautheit mit den Lebensumständen von Prostituierten. Sie war außerdem eine charismatische, mutige und willensstarke Frau mit großer Ausstrahlung. Ihr Ehepartner George Butler unterstützte sie in ihrer Entscheidung, sich im Kampf gegen diesen Erlass zu engagieren, obwohl ihr Engagement sich sowohl auf seinen Ruf als auch auf seine berufliche Karriere negativ auswirken musste.

### Die „kreischende Schwesternschaft“

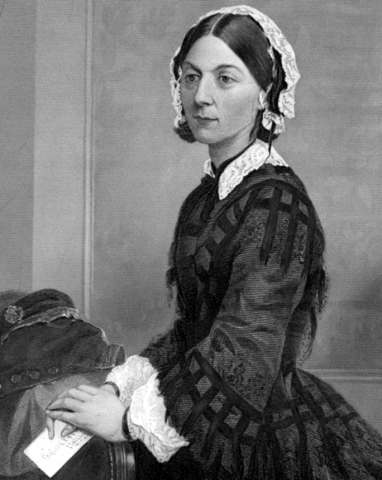
Florence Nightingale war eine der 140 Frauen, die sich am 1. Januar 1870 gegen den Contagious Diseases Act stellten

Am 1. Januar 1870 erschien die Petition, die dazu aufforderte, den Contagious Diseases Act vollständig zu widerrufen. Von den Petitionen, die im Sommer und Herbst 1869 die weitere Verschärfung des Contagious Diseases Act verhinderten, unterschied sich diese in ihrer klaren und expliziten Sprache. In dem Manifest begründeten die Unterzeichnerinnen, dass der Contagious Diseases Act die Reputation, Freiheit und die körperliche Unversehrtheit von Frauen der Willkür der Polizei aussetze. Es sei Unrecht, das Geschlecht unbestraft zu lassen, dessen Lüsternheit die Prostitution begründe, dafür aber Frauen zu inhaftieren, sie einer Zwangsuntersuchung zu unterziehen und wenn sie sich widersetzten, zu Zwangsarbeit zu verurteilen. Für Männer sei der Contagious Diseases Act ein Mittel, ihr lasterhaftes Leben sicherer und leichter zu machen, während er Frauen nur demütige. Der Erlass würde die Anzahl der Geschlechtserkrankungen nicht verringern, denn deren Ursachen seien weniger physisch als moralisch. Zu den 140 Frauen, die diese Petition unterzeichneten, gehörten neben Josephine Butler unter anderem Florence Nightingale, die Philosophin Harriet Martineau, die Sozialreformerin Mary Carpenter und die Suffragette Lydia Becker.
Die Petition provozierte einen Skandal, da sich noch nie zuvor respektable Frauen öffentlich in derart klarer Sprache zu einem solchen Thema geäußert hatten. Die britische Zeitung Saturday Review karikierte die unterzeichnenden Frauen als „shrieking sisterhood“, als „kreischende Schwesternschaft“. Und der Verleger John Morley warnte in seiner eigentlich liberalen Zeitung Fortnightly Review, dass die Petition all denen, die den Ausschluss von Frauen aus dem politischen Leben befürworteten, willkommener Beweis sei, dass Frauen zu einer politischen Debatte nicht in der Lage seien.

### Die Ladies’ National Association
Der Skandal, den die Petition hervorrief, sorgte dafür, dass sich erstmals viele britische Frauen mit den weitergehenden Implikationen des Contagious Diseases Acts auseinandersetzten. Die 140 Unterzeichnerinnen der Petition gründeten die Ladies’ National Association for the Abolition of the State Regulation of Vice (LNA), die innerhalb weniger Monate in allen größeren Städten Großbritanniens Zweigniederlassungen besaß. Der Grad der Mobilisierung gegen die Contagious Diseases Acts, die der LNA bewirkte, lässt sich an der Anzahl der Petitionen messen, die in den Folgejahren gegen diese Erlasse eingereicht wurden: Von 1870 bis 1879 erhielt das britische Parlament 9667 Petitionen, die insgesamt 2.150.941 Unterschriften trugen.
Unterstützung fand die Organisation auch bei vielen Männern. Im Norden Großbritanniens gründete der Arzt Hoopell die Zeitung The shield, die zum Sprachrohr des Widerstands gegen den Erlass wurde. Aus Paris schrieb der französische Autor Victor Hugo und ermutigte die Frauen, weiterhin gegen den Erlass vorzugehen.

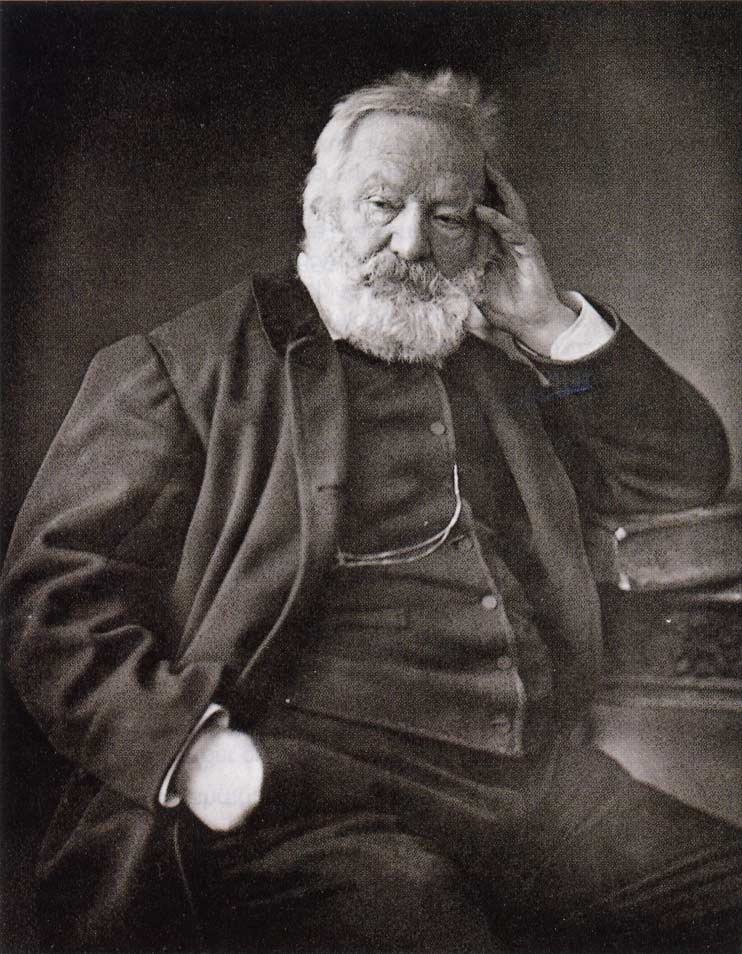
Der Autor Victor Hugo, der in seinen Romanen häufig soziale Missstände anprangerte, ermutigte die Angehörigen des LNA in ihrem Widerstand

Zu den Forderungen der LNA unter Leitung von Josephine Butler gehörte weit mehr als nur der vollständige Widerruf des Contagious Diseases Acts. Mangelhafte Ausbildung und unzureichende Beschäftigungsmöglichkeiten gehörten zu den Ursachen, die Frauen zur Prostitution zwängen, argumentierte Butler. Die beengten Wohnverhältnisse in den Slums der britischen Städte trügen außerdem dazu bei, dass Frauen sehr früh sexuelle Erfahrungen sammelten. Zur Bekämpfung der Prostitution gehöre daher die Verbesserung der Lebensbedingungen sowie eine Änderung der Vaterschaftsgesetze. Regelungen zur Bekämpfung der Straßenprostitution sollten auf Prostituierte wie ihre Kunden gleichermaßen Anwendung finden.

### Die Taktik des LNA
Josephine Butler führte eine stark emotionale Kampagne gegen den Contagious Diseases Act. Die Verwendung des Spekulums bei der Untersuchung der Prostituierten verglich sie mit einer Vergewaltigung und behauptete in öffentlichen Reden, dass sie eher sterben würde, als einem Mann zu gestatten, sie mit einem solchen Instrument zu untersuchen.
In ihren Reden und Schriften nahm sie häufig Bezug auf ihre Arbeit mit Prostituierten: Sie erschütterte ihre Zuhörer- und Leserschaft beispielsweise mit Schilderungen einer Mutter, die verzweifelt am Totenbett ihrer Tochter den Namen des angesehenen Parlamentsmitglieds schrie, der als Erster das junge Mädchen verführt habe, oder sie konfrontierte ihr Publikum mit den trostlosen Lebensberichten von Prostituierten. Einer ihrer Zeitgenossen beklagte sich, dass Butlers Kampagne ihn schon bei der Morgenlektüre seiner Zeitung zwinge, sich mit ausgesprochen unziemlichen Themen auseinanderzusetzen, und dass es für ihn wenig Möglichkeiten gebe zu verhindern, dass sowohl seine Frau als auch seine Tochter von diesen Themen Kenntnis nähmen.
Das ungewöhnliche Spektakel einer angesehenen Frau, die in einer öffentlichen Rede bereit war, zu solchen Themen Stellung zu nehmen, zog eine große Zuhörerschaft an. Butler trat gezielt in den Orten und Landkreisen auf, in denen sich strenge Befürworter des Contagious Diseases Acts zur Wahl für das Parlament stellten. Selbst wenn Butler die Wahl eines Befürworters des Erlasses nicht immer verhindern konnte, gelang es ihr und der LNA, diesen doch so viel Stimmen wegzunehmen, dass in der Presse ausführlich über die Kampagne berichtet wurde.
Ihre Zuhörerschaft reagierte nicht immer mit Sympathie auf ihr Anliegen. Mehrfach mussten Butler und ihre Unterstützer vor der aufgebrachten Menge fliehen. Je mehr sie aber bedroht wurde und je mehr sie ihre Zuhörer aufbrachte, desto ausführlicher wurde das Thema in der Presse behandelt und desto mehr Befürworter konnte sie gewinnen. Insbesondere diese Taktik wurde später von Suffragetten wie Christabel Pankhurst gezielt eingesetzt.
Der Mut, den Josephine Butler mit ihrem Auftreten bezeugte, sowie ihre persönliche Integrität brachten ihr viel öffentliche Sympathie ein. Trotzdem mangelte es nicht an persönlichen Angriffen auf ihre Person. Sie wurde als hysterisch bezeichnet, als schamlos und als vollkommen verantwortungslos. Immer noch waren die meisten ihrer Zeitgenossen davon überzeugt, dass das wirkungsvollste Mittel gegen Prostitution Gebet und harte Arbeit sei. Realistischere Zeitgenossen wie Lord Dufferin, der Vizekönig von Indien, fanden ihre Forderung nach einem keuschen Leben für Soldaten naiv und meinten, dass ihre Kampagne lediglich einen Anstieg der Krankheits- und Todesrate innerhalb der britischen Armee zur Folge haben werde.
Selbst viele Liberale fanden es schwierig, sich mit ihrem Anliegen zu identifizieren. John Morley schrieb in der Pall Mall Gazette vom 3. März 1870:

„Die Gesundheit und die Kraft Ungeborener zu opfern, um dem ‚Recht‘ der Prostituierten Genüge zu tun, ungehindert Krankheiten verbreiten zu dürfen, scheint ein zweifelhafter Beitrag zur Weiterentwicklung der Menschheit zu sein. Dieses sentimentale Insistieren, diese permanent missbrauchten Kreaturen zu behandeln, als wären diese noch uneingeschränkt zu Anstand fähig, ist einer der schlimmsten Fehler derjenigen, die wir zu den besten unter uns zählen.“

### Ausweitung der Forderungen
Die von Josephine Butler geführte Kampagne war stark von dem sittlichen und religiösen Anliegen des Protestantismus geprägt. Im Gegensatz zu vielen ihrer Anhänger war sie jedoch davon überzeugt, dass, wenn eine Frau sich dafür entscheide, ihren Körper auf der Straße zu verkaufen, sie auch das Recht habe, dies ohne Behelligung durch die Polizei zu tun. Trotz dieser libertinären Ansichten stand auch für Butler ein für beide Geschlechter geltendes Keuschheitsgebot im Mittelpunkt ihres Kampfes. Da sie Prostituierte überwiegend als die Opfer gesellschaftlich bedingter Not sah, initiierte ihre Bewegung zahlreiche Bestrebungen, weitergehende Sozialreformen durchzusetzen. Dazu gehörte beispielsweise die Verbesserung der rechtlichen Stellung der Frau innerhalb der Ehe und Änderungen der Scheidungsgesetzgebung.

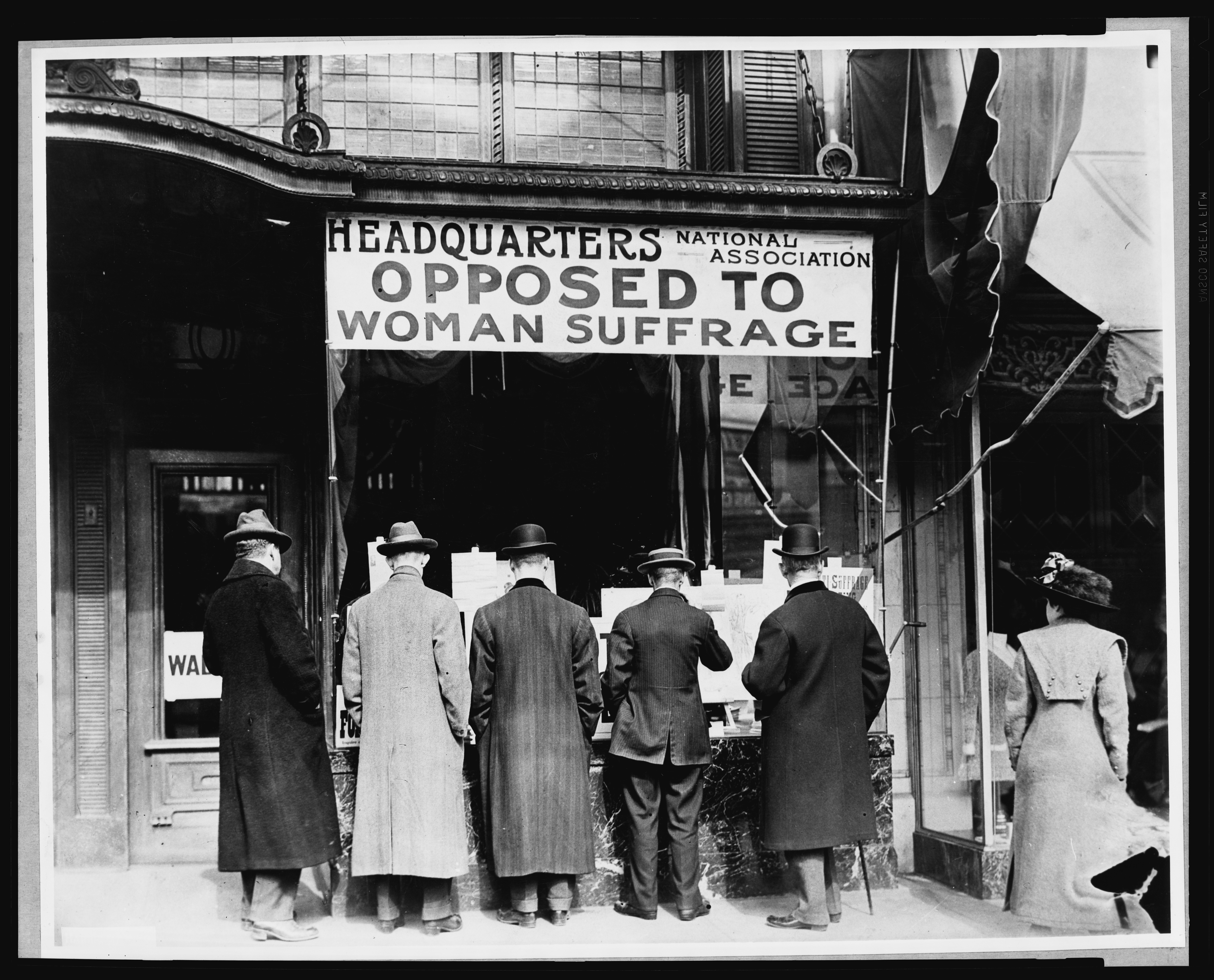
Vor dem Schaufenster der Organisation, die sich gegen die Einführung des Frauenwahlrechts in den USA wandte

In den Jahren bis zur Aussetzung der Contagious Diseases Acts trat jedoch immer stärker die Forderung hinzu, Frauen ein stärkeres Mitspracherecht auf der politischen Bühne zu gewähren. Männer seien es, die Gesetze schüfen, die moralisches Unrecht festschrieben, argumentierte Butler. Frauen dagegen sah sie den Männern gegenüber als moralisch Überlegene an. 1885 wandte sie sich in einem melodramatischen Appell an die Männer, die berechtigt waren, die Mitglieder des Unterhauses zu wählen:

„…wonach wir mit schmerzenden Herzen verlangen, ist das Recht, uns und unsere Kinder vor dem männlichen Zerstörer zu schützen – nicht nur vor seinen schamlosen Taten, sondern auch vor seinem negativen Einfluss auf die Legislatur. Es gibt ein französisches Sprichwort, das besagt, dass die Frauen die Moral eines Landes ausmachen. Das ist nicht wahr und es kann nicht wahr sein, solange Männer allein die Gesetze schmieden.“

## Aufhebung der Contagious Diseases Acts
Der lange und leidenschaftliche Kampf, den Josephine Butler und die LNA gegen die Contagious Diseases Acts führten, erzielte 1883 einen ersten Teilerfolg. Während sie und ihre Anhängerinnen in einem Raum nahe der Houses of Parliament beteten, entschied das britische Parlament, die Contagious Diseases Acts außer Kraft zu setzen. Die Zwangsuntersuchungen von der Prostitution Verdächtigten wurde aufgehoben, die Zugriffsgewalt der Polizisten eingeschränkt.
Für viele Liberale war es nicht nachvollziehbar, dass Butler und die LNA ihren Kampf gegen die Contagious Diseases Acts auch danach weiter fortsetzten. Solange die Contagious Diseases Acts in den Statuten festgeschrieben waren, war aber aus Sicht von Butler das Ziel noch nicht erreicht. Erst 1886 wurden die Contagious Diseases Acts vollständig aus den Statuten entfernt, und zwar aufgrund eines parlamentarischen Manövers. Das Parlamentsmitglied James Stanfield war als Nachfolger des Ministers Joseph Chamberlain vorgesehen. Stanfield, der zu dem Personenkreis zählte, der sich seit langem gegen die Contagious Diseases Acts verwendet hatte, wollte dieses Amt jedoch nur antreten, wenn die Erlasse endgültig annulliert würden, was dann auch geschah.

## Der Kampf gegen den Contagious Diseases Act und die britische Frauenwahlrechtsbewegung
Der Widerstand gegen den Erlass prägte die Zeit nach 1890, als der Kampf britischer Frauen um das Wahlrecht intensiver wurde. Emmeline Pankhurst, die spätere Leitfigur der Suffragetten, adaptierte viele der Taktiken, die Josephine Butler in ihrem Widerstand gegen den Erlass erfolgreich eingesetzt hatte. Nach Einschätzung der Autorin Philipps, die sich in ihrem Buch The Ascent of Women ausführlich mit der britischen Frauenrechtsbewegung auseinandergesetzt hat, schuf erst diese Kampagne die Basis einer von vielen Frauen unterstützten Wahlrechtsbewegung:

„[In den sechzehn Jahren, bis der Erlass widerrufen wurde] veränderte diese Kampagne die politische Landschaft. Mit der Kampagne wurden soziale und sexuelle Konventionen hinterfragt, die nie zuvor öffentlich diskutiert wurden. Die Kampagne radikalisierte zahlreiche Frauen, härtete sie ab gegenüber öffentlichen Angriffen und Verleumdungen und schuf eine Infrastruktur des politischen Protests.“

Während der Zeit des Kampfes der LNA gegen den Erlass war dieser Widerstand unter den Gruppen, die sich vor allem für das Wahlrecht von Frauen einsetzten, nicht unumstritten. Vielen Befürwortern des Frauenwahlrechts galt er als zu heikel, zu umstritten und potentiell schädlich. Um dem Kampf um das Wahlrecht für Frauen nicht zu schaden, gab es durchaus Bemühungen, die Zusammenarbeit zwischen den einzelnen Gruppen möglichst gering zu halten.